# Discurso de elevador
O termo “discurso de elevador” remete à ideia de uma fala ou dialogo breve e objetivo que um individuo utiliza para discursar a respeito de um produto, serviço ou uma organização, demonstrando seus benefícios e valores, despertando o interesse do interlocutor. A analogia ao elevador se deve ao fato de que o tempo gasto para esse discurso deve durar de trinta segundos a dois minutos, o que dura uma curta "viagem" ou deslocamento utilizando um elevador comum.

## Conceito
O termo remete ao cenário onde há um encontro inesperado com alguém de interesse dentro de um elevador. Caso a conversa nesse curto tempo "dentro do elevador" seja interessante e de valor agregado, existe a possibilidade de continuar após a viagem, originar uma troca de cartões de visita, ou até mesmo uma reunião com a finalidade de discutir melhor o assunto.
Muitas pessoas como gerentes, vendedores, políticos, legisladores e evangelistas costumam ensaiar e utilizar técnicas de discurso de elevador para demonstrar suas ideias rapidamente.

## História
Na era do capitalismo nos Estados Unidos, com o crescimento das metrópoles e desenvolvimento das empresas, os empresários buscavam se destacar em um curto espaço de tempo. Qualquer momento deveria ser aproveitado com o objetivo de aumentar sua rede de networking e possibilidades de negócios. Com intuito de transformar momentos impróprios em conversas pertinentes, se desenvolveu a técnica Discurso de Elevador, cujo objetivo é em poucos segundos despertar no interlocutor um interesse e curiosidade a respeito de uma ideia ou um produto. Sendo concedida essa técnica por Michael Caruso e Ilene Rosenzweig (editor da revista Vanity Fair).
Essa técnica criou força a partir do século XXI com a evolução do mercado de startups e congressos acadêmicos.